# ظهرة الاحروم (حزم العدين)

تعديل مصدري - تعديل

ظهرة الاحروم محلة تابعة لقرية الكريف، التابعة لعزلة جبل حريم بمديرية حزم العدين إحدى مديريات محافظة إب في الجمهورية اليمنية، بلغ تعداد سكانها 365 حسب تعداد اليمن لعام 2004.